# Riu Mersey

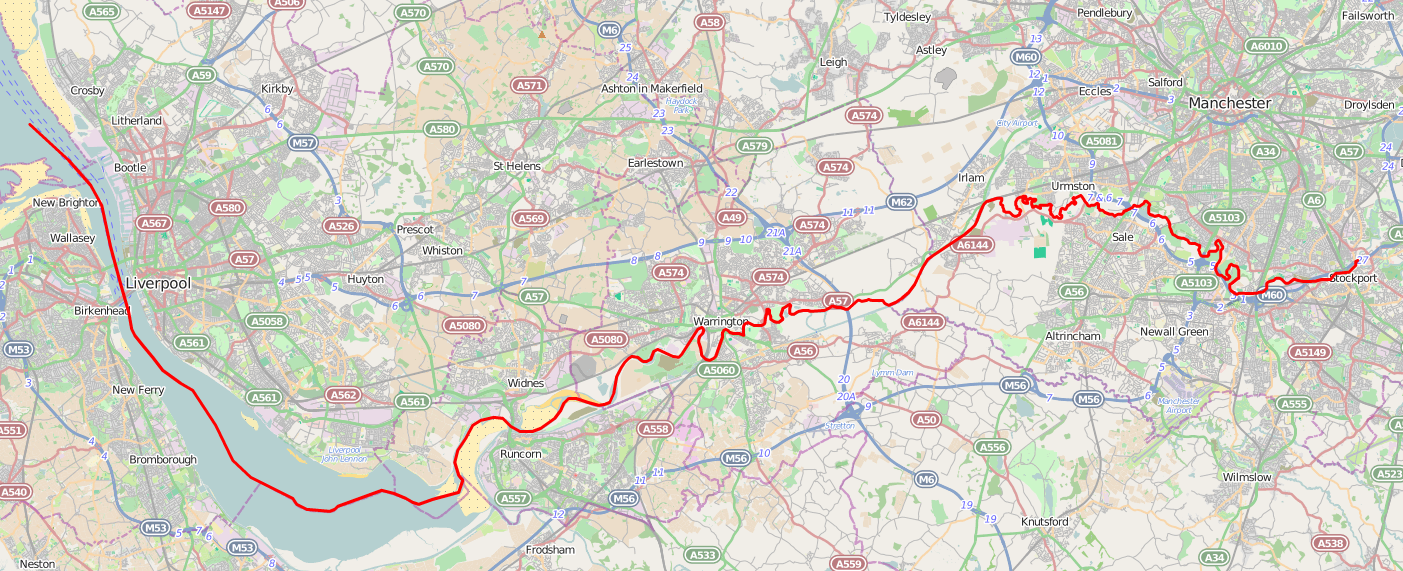
Mapa del Mersey

El Riu Mersey, en anglès: River Mersey, és un riu del nord-oest d'Anglaterra. El seu nom deriva de l'idioma anglo-saxó i significa "riu fronterer". Aquest riu era probablement el límit entre els antics regnes de Mercia i Northumbria i durant segles feia de frontera entre els comtats de Lancashire i de Cheshire.
Neix a la confluència del Riu Tame i el Riu Goyt a Stockport. Flueix pel sud de Manchester,i després dins del Manchester Ship Canal a Irlam. Més tard el riu surt del canal cap a Warrington. Des de Runcorn el riu fa una gran estuari. Desemboca a la badia de Liverpool. En total té 113 km de llargada.